# Cantón de Mora
Cantón de Mora är en kanton i Costa Rica.   Den ligger i provinsen San José, i den centrala delen av landet, 18 km väster om huvudstaden San José.